# مارك تومسون (رجل أعمال)
مارك تومسون (بالإنجليزية: Mark Thompson)‏ هو شخصية أعمال بريطاني، ولد في 31 يوليو 1957 في لندن في المملكة المتحدة.

## وصلات خارجية
- مارك تومسون على موقع الموسوعة البريطانية (الإنجليزية)
- مارك تومسون على موقع مونزينجر (الألمانية)